# Giocatojo
Giocatojo (kors. Ghjucatoghju) – miejscowość i gmina we Francji, w regionie Korsyka, w departamencie Górna Korsyka.
Według danych na rok 1990 gminę zamieszkiwały 32 osoby, a gęstość zaludnienia wynosiła 13 osób/km².